# باربرا هوارد (عداءة سريعة)
باربرا هوارد هي عداءة سريعة كندية، ولدت في 8 مايو 1920 في فانكوفر في كندا، وتوفيت في 26 يناير 2017.

## روابط خارجية
- باربرا هوارد على موقع اتحاد ألعاب الكومنولث (مؤرشف) (الإنجليزية)
- باربرا هوارد على موقع قاعة كندا للمشاهير الرياضية (الإنجليزية)